# Eduardo Nava (Tennisspieler)
Eduardo Nava (* 11. März 1997 in Los Angeles, Kalifornien) ist ein US-amerikanischer Tennisspieler.

## Persönliches
Eduardo Nava kommt aus einer Sportlerfamilie. Sein Vater Eduardo Nava war ein Sprinter, seine Mutter Xóchitl Escobedo, die ihn auch trainiert, spielte Tennis. Beide traten für Mexiko an. Eduardos Bruder Emilio sowie sein Cousin Ernesto Escobedo sind ebenfalls Tennisprofis.

## Karriere
Nava spielte nur wenige Matches auf der ITF Junior Tour und konnte 2014 mit Platz 505 seine beste Platzierung erreichen. 2014 und 2015 spielte er jeweils bei den US Open, wo er 2014 im Doppel ein Match gewinnen konnte.
Bis 2015 nahm Nava an Turnieren der ITF Future Tour teil und erreichte 2015 mit Platz 905 auch seinen Bestwert in der Tennisweltrangliste, ehe er zunächst keine Turniere mehr spielte. Er studiert von 2016 bis 2017 zunächst für ein Jahr an der Texas Christian University, bevor er 2017 an die Wake Forest University wechselte. An beiden Hochschule spielte er auch College Tennis. 2021 schloss er das Studium ab und spielte wieder häufiger Turniere. Im selben Jahr profitierte er von einer Wildcard, die ihm von den Turnierverantwortlichen in Winston-Salem zuerkannt wurde und ihm einen Startplatz in der Einzel-Qualifikation garantierte. Hier unterlag er zwar Pierre-Hugues Herbert in drei Sätzen knapp, rückte als Lucky Loser aber ins Hauptfeld nach. Bei seiner Premiere auf der ATP Tour verlor er gegen den Brasilianer Thiago Monteiro. Kurz zuvor, in Charlottesville, hatte er im Doppel auch schon sein erstes Match auf der ATP Challenger Tour gespielt. Bei Futures gewann Nava 2020 seinen bislang einzigen Titel im Doppel. Im Einzel zog er Ende 2021 das erste Mal ins Finale eines Futures ein. In der Tennisweltrangliste steht Nava knapp hinter seinem Karrierebestwert.